# Croix-Scaille
La Croix-Scaille est un plateau du massif forestier de l'Ardenne dominant au nord la vallée de la Semois et à l’est celle de la Meuse.

## Géographie
Point culminant du versant méridional du Massif ardennais, avec 504 mètres d'altitude, il se trouve exactement à la frontière franco-belge, à la limite du département des Ardennes (commune des Hautes-Rivières), et de la province de Namur (commune de Gedinne).
Ce plateau forestier abrite dans la partie belge le bois Saint-Jean, tirant son nom du ruisseau éponyme qui traverse la frontière de la France et de la Belgique dans une direction nord-sud, et dans la partie française le bois des Haies, tirant sans doute son toponyme des hêtres qui constituent l'une des essences dominantes de la forêt domaniale avec les chênes et les épicéas.

## Histoire
Durant la Seconde Guerre mondiale, le domaine boisé de la Croix-Scaille fut un haut lieu du maquis des Ardennes. Ce domaine boisé est situé à proximité du hameau des Vieux Moulins de Thilay, où résidait Marguerite Fontaine. Les Vieux Moulins de Thilay sont un lieu de parachutage d'armes et de passeurs prenant en charge des personnes recherchées à différents titres (prisonniers évadés, pilotes abattus, juifs persécutés, etc.) pour leur faire traverser les frontières et échapper aux poursuites dont ils font l'objet.
Un belvédère appelé tour du Millénaire (édifiée au moment du changement de millénaire) y est érigée en 2001. Il possède 234 marches et offre un point de vue panoramique sur les Ardennes belges et françaises. Bâtie d'abord en bois, et attaquée par la vermine, cette tour est démontée en 2008 et reconstruite en métal en 2012,,.